# Paweł Siwek (jezuita)
Paweł Siwek SJ (ur. 21 stycznia 1893 w Trojanowicach, zm. 23 maja 1986 w Rzymie) – jezuita, polski filozof. Zajmował się filozofią i psychologią. Autor ponad trzydziestu książek w 7 językach oraz około 200 rozpraw i artykułów z zakresu filozofii i psychologii. Znany jest przede wszystkim z tłumaczenia dzieł Arystotelesa.

## Życiorys
Paweł Siwek urodził się w dniu 21 stycznia 1893 w Trojanowicach k. Krakowa. Pd 1899 roku uczęszczał do szkoły podstawowej w Trojanowicach, gdzie ukończył trzy klasy, czwartą natomiast w Szkole im. św. Floriana w Krakowie. Następnie, przebywając w Małym Seminarium Księży Jezuitów w Krakowie uczęszczał do Gimnazjum św. Jacka. w dniu 17 lipca 1908 roku wstąpił do Towarzystwa Jezusowego, następnie odbył dwuletni nowicjat w Starej Wsi, a w dniu 11 czerwca 1911 w Kolegium Starowiejskim złożył pierwsze śluby zakonne. Egzamin dojrzałości zdał w 1913 roku w Zakładzie Naukowo Wychowawczym Księży Jezuitów w Chyrowie (dawne województwo lwowskie). W latach 1913–1916 odbywał studia filozoficzne w Krakowskim Kolegium Jezuitów, w Bad Gräfenbergu (obecnie Jeseník) na Morawach oraz w Nowym Sączu. W latach 1916–1918 uczył matematyki, fizyki i języka greckiego w Chyrowie. W 1919 rozpoczął studia teologiczne w Starej Wsi, a następnie kontynuował je do 1923 w Hastings w Anglii, gdzie też otrzymał święcenia kapłańskie 24 sierpnia 1922. Zgodnie z ówczesnym prawem, po zdaniu egzaminu z całości filozofii i teologii z wynikiem bardzo dobrym, uzyskał dwa tytuły doktorskie: z filozofii i teologii Uniwersytetu Gregoriańskiego w Rzymie (1927). W międzyczasie rozpoczął wykłady z psychologii racjonalnej w Instytucie Filozoficznym jezuitów w Krakowie. W 1930 uzyskał doktorat Uniwersytetu w Clermont-Ferrand, przedstawiając dwie książki (zob. Bibliografia, pozycje z 1930). W tym samym roku złożył profesję zakonną. W 1931 uzyskał nominację na profesora nadzwyczajnego Uniwersytetu Wileńskiego, lecz został odwołany na profesora filozofii Uniwersytetu Gregoriańskiego. W Rzymie do 1939 należał do włoskiego oddziału Towarzystwa Gimnastycznego „Sokół”, którego był honorowym i dożywotnim członkiem.
W 1939, aby uniknąć aresztowania i represji we Włoszech, wrócił do Polski, do Lwowa. Wkrótce jednak potem przez Rumunię wrócił do Rzymu, skąd w 1940 przez Szwajcarię, Francję, Hiszpanię i Portugalię udał się do Rio de Janeiro (Brazylia). Lata wojny, do 1946, spędził na wykładach na uczelni Fuculdades Catolicas w Rio de Janeiro. Wykładał tam po francusku metafizykę i psychologię empiryczną. Działał duszpastersko i patriotycznie poprzez kazania, odczyty i konferencje wśród Polaków. W 1946 udał się do Nowego Jorku na Uniwersytet Fordham jako Research Professor, lecz prowadził tam przez trzy lata wykłady po angielsku, głównie z Arystotelesa. Do 1960 przebywał jako profesor w USA i Francji. Od 1960 do 1968 prowadził katedrę filozofii Uniwersytetu Laterańskiego w Rzymie. W 1975, w wieku 82 lat, zakończył pracę dydaktyczną. W 1968 nawiązał współpracę z PAN i na jej zamówienie przygotował przekład i opracowanie niektórych traktatów Arystotelesa.

## Dziedziny działalności i poglądy
Ks. prof. Siwek w swoich badaniach zajmował się takimi dziedzinami jak antropologia (stanowiąca główny przedmiot jego zainteresowań filozoficznych), psychologia – w tym psychologia eksperymentalna oraz teologia. Ze względu na swoje psychologiczne zainteresowania zabierał głos w sprawie procesu beatyfikacyjnego Teresy Neumann – bawarskiej mistyczki i stygmatyczki. Ks. prof. Siwek ponadto posługiwał się biegle ponad dziesięcioma językami. Paweł Siwek wprowadził wiele zmian w dziedzinie teologii tomistycznej.

## Dzieła
- L'âme et le corps d'apre`s Spinoza (La psychophysique spinoziste), Paris 1930
- La psychophysique humaine d'apre`s Aristote. Préface de Jacques Chevalier, Paris 1930
- W pogoni za nieskończonością. Konferencje apologetyczne, Kraków 1930, 2 wyd.: Rzym 1972
- Konnersreuth w świetle nauki i religii, Kraków 1931
- Psychologia Metaphysica, Roma 1932
- Metody badań zjawisk nadprzyrodzonych. Problem Konnersreuth, Kraków 1933
- Reinkarnacja dusz w świetle filozofii moralnej, Kraków 1935
- Spinoza et le panthéisme religieux, Préface de Jacques Maritain, Paris 1937 2 wy. Paris 1950
- Wędrówka dusz. Reinkarnacyjne utopie, Kraków 1937
- Le proble`me du mal, Rio de Janeiro 1942
- La réincarnation des esprits, Rio de Janeiro 1942
- Em busca de Deus, Săo Paulo 1944
- El problema del mal, Buenos Aires 1945
- A psicanálise, Săo Paulo 1945
- Transformismo antropológico, Săo Paulo 1945
- En busca de Dios, Buenos Aires 1946
- A reencarnaçăo dos espíritos, Săo Paulo 1946
- La reencarnación de los espíritus, Buenos Aires 1947
- Psychologia experimental, Săo Paulo 1949
- Une stigmatisée de nos jours. Etude de psychologie religieuse, Paris 1950
- The Philosophy of Evil, New York 1951
- Au coeur du spinozisme, Paris 1952
- The Enigma of Hereafter. The Re-incarnation of Souls, New York 1952
- The Riddle of Konnersreuth. A Psychological and Religious Study, Milwaukee 1953, Dublin 1954
- Psychologia experimentalis, Torino 1958
- Experimental Psychology, New York 1959
- Wieczory paryskie, Poznań 1960; 2. wyd. rozszerzone: Londyn 1965
- Les manuscrits grecs des "Parva naturalia" d'Aristote. Préface de M. A. Mansion, Rome 1961
- Eresie e superstizioni d'oggi, Roma 1963
- Le "De anima" d'Aristote dans les manuscrits grecs, Cittá del Vaticano 1965
- Herejías y supersticiones de hoy, Barcelona 1965
- Ewolucjonizm w świetle nauki, Londyn 1973
- La conscience du libre arbitre, Rome 1976